# سيكورسكي إكس إتش-39
سيكورسكي إكس إتش-39  (بالإنجليزية: Sikorsky XH-39)‏ هي مروحية أنتجت في الولايات المتحدة. من صناعة سيكورسكي للطائرات. صنع منها 1 طائرة. وسيكورسكي XH-39 (الصانع تسمية S-59)، أنتجتها سيكورسكي للطائرات في عام 1954، وكانت أول مروحية تعمل بالطاقة التوربينية تصنع للجيش الأميركي والتي رفضت في نهاية المطاف من قبل جيش الولايات المتحدة لصالح مروحية بيل يو إتش-1 إركويس.